# Mogzon (raïon de Khilok)
Mogzon (en russe : Могзо́н) est une commune urbaine russe du raïon de Khilok du kraï de Transbaïkalie, en Sibérie. Il fait partie de l'établissement urbain de Mogzon, et sa population s'élevait à 2 894 habitants au recensement de 2021.

## Géographie
La commune urbaine de Mogzon se situe dans le kraï de Transbaïkalie, un kraï situé en Transbaïkalie, région de Sibérie orientale, en Russie. Il fait partie du district fédéral extrême-oriental. Le commune urbaine fait partie du raïon de Khilok, un raïon du kraï, avec Khilok comme centre administratif. Il fait partie de l'établissement urbain de Mogzon, une municipalité dont elle est le chef-lieu,.
Le fuseau horaire du commune urbaine est MSK+6 (heure de Iakoutsk). Le décalage horaire appliqué par rapport au temps universel coordonné est +09:00.

## Histoire
Le commune urbaine a été fondé en 1895, puis a obtenu le statut de commune urbaine en 1938.

## Démographie
Recensements (*) et estimations de la population,,:
| 2002 * | 2010* | 2021* | - |
| ------ | ----- | ----- | - |
| 252    | 64    | 2 894 | - |